# Paul-Auguste Roques-Salvaza
 (décembre 2023).
Si vous disposez d'ouvrages ou d'articles de référence ou si vous connaissez des sites web de qualité traitant du thème abordé ici, merci de compléter l'article en donnant les références utiles à sa vérifiabilité et en les liant à la section « Notes et références ».
Paul Auguste Roques-Salvaza est un homme politique français né le 19 décembre 1793 à Carcassonne (Aude) et mort le 11 mai 1871 à Carcassonne.

## Biographie
Avocat, il est avocat général sous la Restauration. Maire de Carcassonne, conseiller général du canton de Tuchan, il est député de l'Aude de 1852 à 1869, siégeant dans la majorité soutenant le Second Empire.
Il fut président l'Académie des arts et des sciences de Carcassonne en 1853.
Il meurt le 11 mai 1871.